# Delwayne Delaney
Delwayne Delaney (ur. 4 sierpnia 1982 w Basseterre) – lekkoatleta z Saint Kitts i Nevis, sprinter.
W 2003 brał udział w igrzyskach panamerykańskich w Santo Domingo, gdzie odpadł w fazie eliminacyjnej biegu na 100 metrów. Na tym samym etapie rywalizacji zakończył swój start na halowych mistrzostwach świata rozgrywanych w marcu 2004 roku w Budapeszcie. Podczas Igrzysk Panamerykańskich 2007 zajął 8. miejsce w sztafecie 4 x 100 metrów, zaś indywidualnie dotarł do półfinału biegu na 100 metrów. Rok później zdobył brąz mistrzostw Ameryki Środkowej i Karaibów w biegu rozstawnym 4 x 100 metrów. Na tym samym dystansie, w 2011 został wicemistrzem igrzysk panamerykańskich. Uczestnik mistrzostw NCAA. Medalista mistrzostw kraju.

## Rekordy życiowe
- Bieg na 60 metrów (hala) – 6,68 (2007)
- Bieg na 100 metrów – 10,31 (2007)
- Bieg na 200 metrów – 20,83 (2007)